# Episodes
Episodes es una sitcom británico-estadounidense creada por David Crane (cocreador de la serie Friends) y Jeffrey Klarik (escritor, coproductor de Mad About You) y producida por Hat Trick Productions. Se estrenó en Showtime el 9 de enero de 2011 y el 10 de enero de 2011 en BBC Two. La serie trata de una pareja británica que viaja a Hollywood para rehacer su exitosa serie de televisión. BBC renovó la serie para una segunda temporada, con un máximo de nueve episodios. La serie ha sido vendida a 186 cadenas en todo el mundo.

## Trama
Un feliz matrimonio, Sean y Beverly ganan otro premio BAFTA por su exitosa comedia británica, Lyman’s Boys. Sin embargo, se mudan a Hollywood para hacer la versión estadounidense para un público americano. Sin tener opción, eligen a Matt LeBlanc para interpretar a un personaje de la serie, quien no sólo daña su reputación y la de la serie, sino también su matrimonio.

## Personajes

### Principales
- Matt LeBlanc como Matt LeBlanc.
- Stephen Mangan como Sean Lincoln.
- Tamsin Greig como Beverly Lincoln.
- John Pankow como Merc Lapidus.
- Kathleen Rose Perkins como Carol Rance.
- Mircea Monroe como Morning Randolph.

### Recurrentes
- Richard Griffiths como Julian Bullard.
- Ben Miller como él mismo (primer episodio).
- Daisy Haggard como Myra.
- Lou Hirsch como Wallace.

## Producción
En mayo de 2010, BBC anunció que se habían ordenado 7 episodios y que la filmación ya había empezado, con dirección de James Griffiths. Sean y Beverly Lincoln son interpretados por Stephen Mangan y Tamsin Greig, quien previamente coprotagonizó la comedia británica Green Wing (2005–2007). Originalmente Beverly iba a ser interpretada por Claire Forlani, pero abandonó el reparto en abril de 2010 cuando la serie estaba en preproducción. LeBlanc interpreta al personaje Matt LeBlanc una "versión mejorada de sí mismo".
Thomas Haden Church también tenía un papel en la serie como un ejecutivo de televisión estadounidense, pero lo dejó debido a conflictos de programación, y fue remplazado por John Pankow.
El 28 de febrero de 2011 se anunció que la serie ha sido renovada para una segunda temporada.

## Recepción
La serie ha recibido generalmente críticas buenas. Robert Bianco de USA Today dijo que es "fácilmente la nueva mejor sitcom de la temporada", mientras que Matthew Gilbert de The Boston Globe dijo que "cada uno de los siete episodios de la temporada es un pequeño placer". Mark A. Perigard de Boston Herald sintió que el show jamás tendrá una buena audiencia, mientras que David Wiegand de San Francisco Chronicle alabó las interpretaciones de los actores aunque sintió que la serie no era lo bastante divertida. Los críticos de Reino Unido reaccionaron un poco optimistas con el estreno del primer episodio. Las apariciones de Matt LeBlanc fueron anticipadas para que fueran un poco más largas que las de los demás actores, con Brian Viner de The Independent creyendo que esto podría mejorar la serie.